# Logo (Getränkemarkt)

Firmenlogo Logo Getränkefachmarkt

Logo ist eine Handelskette für Getränke, die überwiegend in den Ländern Hessen, Bayern, Rheinland-Pfalz und Niedersachsen tätig ist. Betreiber ist die Heurich GmbH & Co. KG mit Sitz in Fulda-Petersberg.

## Geschichte
Die heutige Heurich GmbH & Co. KG wurde 1925 als Getränke-Großhandel von Magnus Heurich gegründet. Das Familienunternehmer wird heute von der dritten und vierten Generation geleitet. Der erste Logo-Getränkemarkt wurde im Jahr 1989 am Unternehmenssitz in Petersberg eröffnet.
Im Jahr 1993 wurde die 10. Filiale in Fulda eröffnet und das Unternehmen expandierte, bis im Jahr 2005 die 100. Filiale eröffnet wurde. Im Jahr 2010 übernahm das Unternehmen den Konkurrenten Eins A mit 15 Getränkemärkten. 2015 unterhielt das Unternehmen 137 eigene Filialen und hatte 59 Franchisenehmer unter der Marke „H Getränke Markt“ bei einem Umsatz von 174 Mio. €. Bis 2023 hat sich die Zahl der Filialen auf 155 erhöht.